# Bundesarbeitsgemeinschaft Erste Hilfe
Die Bundesarbeitsgemeinschaft Erste Hilfe (BAGEH) ist eine Arbeitsgruppe der fünf Hilfsorganisationen
- Arbeiter-Samariter-Bund Deutschland
- Deutsche Lebens-Rettungs-Gesellschaft
- Deutsches Rotes Kreuz
- Johanniter-Unfall-Hilfe
- Malteser Hilfsdienst

Gegründet wurde die Arbeitsgemeinschaft im Jahr 1988 von dem deutschen Arbeiter-Samariter-Bund, dem Deutschen Roten Kreuz, in dessen Bundesgeschäftsstelle die Bundesarbeitsgemeinschaft Erste Hilfe ihren Sitz hat, der Johanniter-Unfall-Hilfe und dem Malteser Hilfsdienst. Jüngstes Mitglied ist seit 1994 die DLRG. Die Arbeitsgemeinschaft hat ihren Sitz in Berlin. Den Vorsitz übernimmt jährlich abwechselnd der jeweilige Bundesarzt der Mitgliedsorganisationen.
Die BAGEH ist gemeinsames Sprachrohr der beteiligten Organisationen in Sachen Erste-Hilfe-Ausbildung gegenüber der Politik oder anderen Verbänden, wie beispielsweise der Bundesärztekammer und den Unfallversicherungsträgern (Berufsgenossenschaften).

## Ziele
- Vertrauensvolle Zusammenarbeit aller an der Ausbildung der Bevölkerung in Erster Hilfe beteiligten Organisationen
- Einheitliche Ausbildung: sowohl fachlich und inhaltlich nach dem jeweiligen Stand der medizinischen Wissenschaft als auch durch zeitgemäße Lehrmethoden mit entsprechenden didaktischen Möglichkeiten
- Aufklärung der Bevölkerung hinsichtlich der Notwendigkeit der Ersten Hilfe durch Laien